# Türje nemzetség
A Türje nemzetség a 108 magyar nemzetség egyike. Birtokai Zala megyében feküdtek.

## Története
A nemzetség által alapított türjei monostor és Türje település neve Gurle, Jurle, Thyrle alakokban fordult elő az oklevelekben. A település egyben hiteleshely is volt, melyről az 1268-1351 között kelt oklevelek is tanúskodnak.
A Türje nemzetség tagjai közül Türjei Miklós neve maradt fenn elsőként, melyről annak 1230-ban kelt végrendelete tesz említést. Azonban a legtöbb adat az 1228-1254 között élt Dénes bánról maradt fenn, aki előbb bán, később nádor, majd főlovászmester volt, tőle származott a nemzetség Szentgróti ága is.
Türje nembeli Dénes bán volt a türjei premontrei kolostor alapítója, mely egyúttal a csornai apátság filiája is volt. Dénes bán látta el a monostort birtokokkal is. E Türje nemzetség szentgróti ága gyakorolta a monostor kegyúri jogait egészen a 16. századig. 
Dénes bánról a fennmaradt adatok szerint tudható, hogy 1228-ban érdemeket szerzett a bolgár Vidinnél, majd 1229-ben részt vett a halicsi hadjáratban is. 1233-1234-ben erdélyi vajda volt, 1235-1241 között pedig már főlovászmester, mellette 1241-1245 között Szlavónia bánja, hercege, 1240-ben pedig temesi főispán, 1244-1245 között szlavón herceg, 1245-1246-ban nádor és somogyi főispán, 1246-1248 tárnokmester, 1248-ban ismét nádor és pozsonyi főispán, 1251-1254 Szolnok megye főispánja.
Türje nembeli Dénes bánnak a fivére, Türje nembeli Joachim (fl. 1210) szebeni ispán, akinek két gyermeke született: Szentgróti Fülöp esztergomi, valamint  Szentgróti Tamás (fl. 1250–1263), karakói ispán.
A Türje nemzetség ismert tagja volt még Szentgróti Fülöp esztergomi érsek is, akinek tanácsára 1260-ban IV. Sándor pápától kérhette a prépost azt a kiváltságlevelet, amely a prépostságot önállóságában megerősítette.
Szentgróti Fülöp esztergomi érseknek a fivérének, Szentgróti Tamás (fl. 1250–1263) karakói ispánnak két fiúgyermeke született: Szentgróti Fülöp (fl. 1310–1339) mester, valamint Szentgróti Dénes (fl. 1260–1270) mester, a királyi asztalnokok kancellária. Szentgróti Fülöp mesternek a hitvese Vernerfi Klára, akitől több fiúgyermeke született: Szentgróti Dezső, Szentgróti Miklós prépost és Szentgróti László mester, segesdi ispán.
Szentgróti Dezsőnek (fl. 1335–1346) Zalaszeghi Makcs asszonytól származott lánya Szentgróti Klára (fl. 1368–1391), akinek a férje a Salamonváry családnak a sarja, Salomvári János mester (1330-1379), csanádi ispán, a királyi udvar katonája (aulae regiae miles) volt.
Szentgróti László (fl. 1335–1370), mester, segesdi ispán egyik fia, Szentgróti Miklós (fl. 1364–1404), akinek a fia Szentgróti László (fl. 1412–1433). Az utóbbi László feleségül vette a felsőlendvai Széchy családnak a sarját, Széchy Margitot (fl. 1430–1440), akinek a szülei Széchy János és Stubenberg Borbála voltak. Szentgróti László és Széchy Margit egyik lánya Szentgróti Ágota  (fl. 1447–1480), akinek az egyik férje döbrenthei Himffy Vazul, majd a fajszi Ányos Mihály lett.  
A prépostság a 16. század közepéig hiteleshely is volt, vagyis oklevél kiadási joggal is rendelkezett. 
A nemzetségről a a 16. század első feléig maradtak fenn adatok, ekkor azonban a Türje nemzetség férfi ága kihalt.
A nemzetség kihalása után a 16. század elején a nemzetségi monostor kegyuraság a Berekszói Hagymásy családra szállt.